# Чир'єв Іван Георгійович
Іван Георгійович Чир'єв (1912 або 1914 — ?) — радянський футболіст, нападник.

## Біографія
Іван Чир'єв народився в 1912 (за іншими даними — 1914) році. Кар'єру футболіста провів на позиціях півзахисника та нападника. З 1936 по 1937 роки виступав у київському «Спартаку». У кубку СРСР 1936 року зіграв 1 поєдинок. У цьому поєдинку, який відбувся 18 липня 1936 року, в рамках 1/64 фіналу зустрічався столичний «Спартак» та «Завод ім. А.Марті». Кияни поступилися миколаївцям з рахунком 0:3. Іван Чир'єв у тому поєдинку вийшов на поле в стартовому складі та відіграв увесь матч.
В сезоні 1937 року у футболці «Спартака» зіграв 10 матчів (в тому числі проти воронезького «Динамо», єреванського «Динамо» та дніпропетровського «Локомотиву») та забив 2 м'ячі. Ще 2 поєдинки зіграв у кубку СРСР, проти орехово-зуєвського «Моноліта» та дніпропетровського «Динамо».
В 1939 році перейшов до київського «Динамо». У футболці київських динамівців дебютував 1 вересня 1939 року в домашньому матчі 18-го туру групи А чемпіонату СРСР проти московського «Динамо», в якому київські динамівці перемогли з рахунком 3:1. Іван Чир'єв у тому поєдинку вийшов на поле на 80-ій хвилині матчу замість Миколи Коротких. Крім цього матчу, того ж року в чемпіонаті СРСР у складі «Динамо» ще три рази виходив на поле (проти московського ЦБЧА та в двох матчах проти одеського «Динамо»).